# Besnard Lake
Besnard Lake är en sjö i Kanada.   Den ligger i provinsen Saskatchewan, i den centrala delen av landet, 2 400 km väster om huvudstaden Ottawa. Besnard Lake ligger 385 meter över havet. Arean är 130 kvadratkilometer. Den sträcker sig 22,2 kilometer i nord-sydlig riktning, och 20,1 kilometer i öst-västlig riktning.
Trakten runt Besnard Lake är nära nog obefolkad, med mindre än två invånare per kvadratkilometer.